# 齐姜 (鲁国)
齐姜（？—前571年），春秋时期齐国人，魯成公的夫人。
前577年（周简王九年、魯成公十四年、齊靈公五年）秋，鲁国大夫叔孙侨如到齐国迎接齐姜，《左传》解释说《春秋》称叔孫僑如的族名，是因为这是尊重国君的命令。，九月，侨如带着夫人姜氏从齐国来到鲁国。《左传》解释说《春秋》称不称侨如的族名，是由于尊重夫人。。前571年（周灵王元年、鲁襄公二年、齐灵公十一年）夏五月庚寅，夫人齐姜去世。她的婆母穆姜之前派人选有上好的槚木，为自己作了内棺和颂琴，现在，季文子把它拿来安葬齐姜。《左传》评论说不合于礼。礼不能有所逆。儿媳是奉养婆母的人，亏损婆母以成全了儿媳，是最大的逆。季孙在此事上很不明智，穆姜还是在任国君鲁襄公的祖母。秋七月己丑，鲁国葬先君夫人齊姜。齐灵公派遣嫁给齐大夫的宗女和同姓大夫的妻子前来鲁国送葬。